# Hysni Milloshi
Hysni Milloshi (* 21. Januar 1946; † 25. April 2012 in Tirana) war ein albanischer Politiker und Schriftsteller. Er war der Gründer und erste Vorsitzende der Kommunistischen Partei Albaniens (albanisch Partia Komuniste e Shqipërisë), einem Nachfolger der Partei der Arbeit Albaniens.
Milloshi gründete am 12. Februar 1991 in Berat die Freiwillige Aktivisten-Union „Enver Hoxha“, die sich gegen die Abwicklung des sozialistischen Albaniens wehrte.
Bei den Kommunalwahlen am 8. Mai 2011 kandidierte Hysni Milloshi ohne Erfolg für das Bürgermeisteramt von Tirana.
Am 25. April 2012 verstarb Hysni Milloshi an einer langjährigen Lungenfibrose in Tirana.